# レーザー誘導

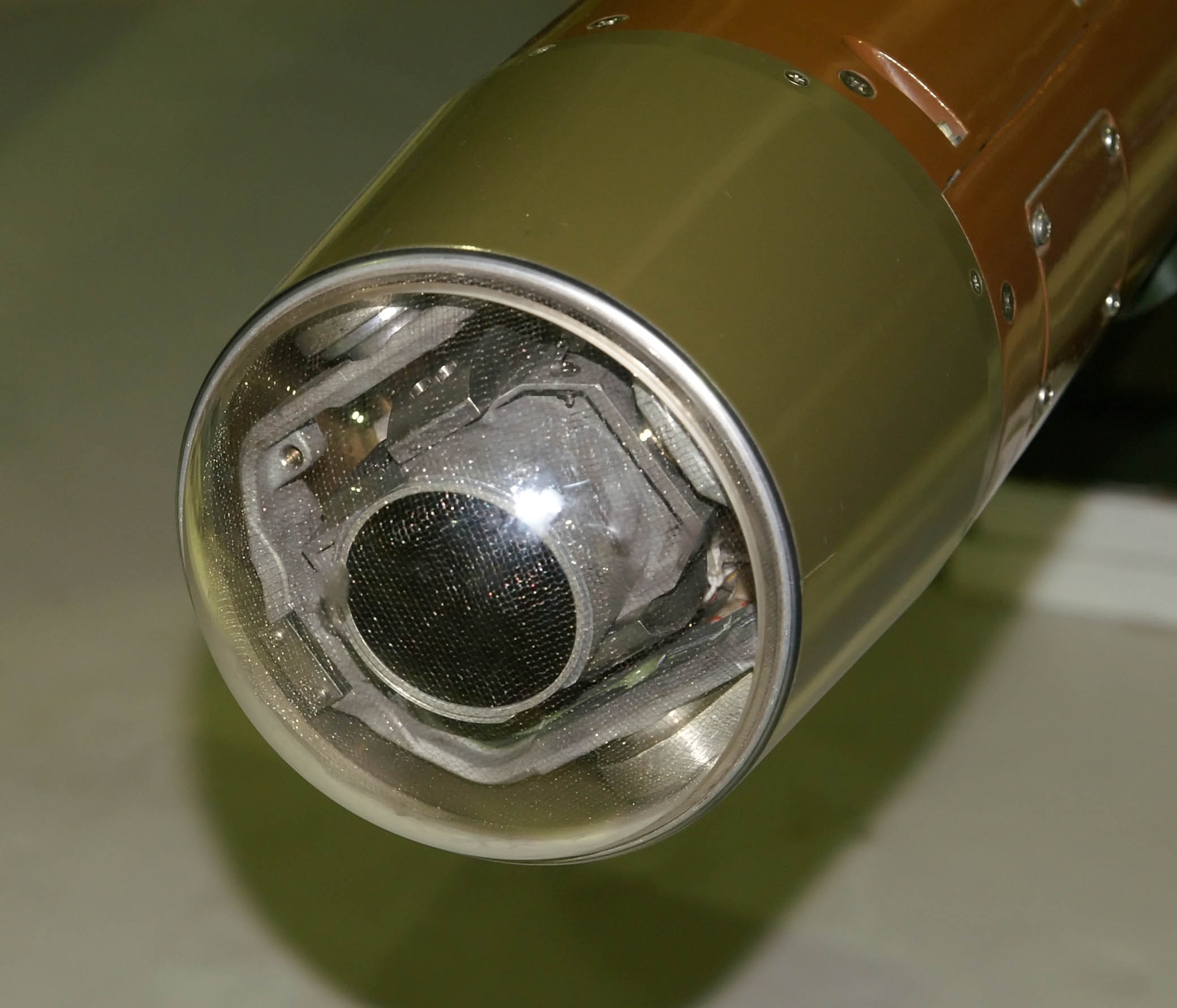
ペイブウェイIIIのシーカー部

レーザー誘導（レーザーゆうどう）は、車両や航空機から照射されるレーザービームによって、ミサイルや誘導爆弾（レーザー誘導爆弾）を目標へ誘導する技術である。

## 概要
いわゆるレーザー誘導には、下記のようなものが含まれる。
- 指令誘導
  - 照準線ビームライディング（LOSBR）誘導
  - 半自動指令照準線一致（SACLOS）誘導
- ホーミング誘導
  - セミアクティブ・レーザー・ホーミング（SALH）誘導

LOSBR誘導式はもっとも初期から運用されていたものであるが、現在では他二者により代替され、あまり用いられなくなっている。
レーザー目標指示装置から目標に照射されたレーザーの反射光は円錐状に広がり、ミサイルの誘導装置が捕捉する際にはすでに微弱であるために、高感度のレーザー検出器はノイズを減らすために低温に冷やされる。ミサイルは、円錐状に広がるレーザー反射光の中心に向かって誘導されるが、ミサイルが目標に命中するまでレーザーの照射を続ける必要がある。レーザー光は信号を乗せるために変調される場合もある。
レーザー誘導方式は、十分にレーザー光を反射しない目標に対しては使用できない。反射を防いだり減衰させる特殊な塗装が施されている場合は不適である。また、近代的な軍用車両に広範に搭載されるレーザー測距儀の使用は、レーザー誘導兵器の命中率を下げる要因となる。

## 対抗策
飛来するレーザー誘導ミサイルやレーザー誘導爆弾の検出器に対して強力なレーザー光を照射する事により、検出器を飽和させて妨害することができる。

## 歴史
光波を使用して弾体を誘導するという概念はアメリカ合衆国特許第 2,015,670号やアメリカ合衆国特許第 2,309,329号のように1930年代から既に存在していたが、初期の研究はおおむね赤外線誘導に注力していた。1950年代にベル研究所でレーザーが開発された事により、実現性が高まった。1962年よりアメリカ陸軍レッドストーン兵器廠においてレーザー誘導技術の開発が開始されており、この研究は、後にアメリカ空軍に移管され、1967年には航空システム部（Aeronautical Systems Division）において、ペイヴウェイ計画（Project Paveway）としてレーザー誘導爆弾の開発へと繋がっていった。アメリカ軍においては、第二次世界大戦時より無線誘導爆弾を使用していたが、レーザー誘導爆弾は命中精度及び信頼性が高く、水平飛行のみならず降下中からの投下も可能であるなど、柔軟度が高い利点があった。1968年には、量産発注が行われている。